# Província de Gàbrovo
La província de Gàbrovo (en búlgar: Област Габрово) és una petita província del centre de Bulgària. Gàbrovo és la capital de la província, mentre que altres ciutats importants eren Sevlievo, Drianovo i Triavna. És important la producció d'articles de cuir i tèxtils com el sobriquet del "Manchester de Bulgària".